# Médula (novela)
Médula es una novela de ciencia ficción del escritor estadounidense Robert Reed publicada en el año 2000.

## Trama
Una estructura del tamaño de Júpiter, creada artificialmente, ingresa en la galaxia. Una sociedad de humanos, tecnológicamente avanzados y capaces de vuelos interestelares y funcionalmente inmortales, son los primeros en interceptarla e investigarla. Al descubrir que se trata de una nave intergaláctica, deciden convertirla en un crucero. Tras su toma y colonización, invitan a otras razas alienígenas a unirse a ellos en su enorme e inexplorado interior mientras realizan una lenta circunnavegación de la Vía Láctea .
Después de miles de años, con más de 200 mil millones de criaturas viviendo en sus niveles superiores, un grupo de exploradores descubre un planeta escondido en el núcleo de la Gran Nave. Sin embargo, mientras lo exploran, una explosión iónica los separa del resto de la nave y destruye parte de su equipo. Debido a que este planeta, Médula, se está expandiendo lentamente, los exploradores elucubran que se podría construir un puente para volver a la Gran Nave en unos 5000 años. De esta manera, y con ese objetivo en mente, comienzan una civilización en la superficie de Médula.
Los descendientes de los exploradores originales tienen la creencia de que la gran superestructura ha sido construida para contener a los Bleak, una raza de criaturas parecidas a insectos potencialmente peligrosos. Llamándose a sí mismos Wayward, y una vez finalizado el puente, toman el control de la Gran Nave y la dirigen hacia un agujero negro con el fin de destruirla y con ella a los Bleak.
Uno de los exploradores originales tiene una visión de los Constructores, una especie primigenia del barco luchando contra los Bleak. Tras la lucha, los Constructores contienen a los Bleak en el corazón de Médula, para ello construyen a su alrededor la Gran Nave como una prisión. Una facción rebelde en la Gran Nave escapa de los Wayward e intentan detener su plan de destrucción socavando los sistemas de control y comandos de la Gran Nave para desviar el empuje de los motores lo suficiente como para pasar rozando el agujero negro.
El libro termina insinuando que, siendo Médula una prisión para los Bleak y la Gran Nave una extensión de esa prisión, el universo mismo podría ser una capa adicional construida por los Constructores.

## Reseñas y críticas
En general, la mayoría de lectores tuvieron reacciones generalmente positivas con Médula, aunque la novela generó numerosas críticas. Algunos críticos sostenían que la novela, aunque tiene una premisa grandiosa, termina siendo confusa. Muchos anotan que el autor, Robert Reed, revisitó el concepto de planeta-barco Médula en tres obras anteriores: The Remoras, Aeon's Child y un cuento también llamado Marrow (cuento).
Claude Lalumière ve a Médula como un simple ejercicio de construcción de mundos, pero aunados de forma antinatural con su novela madre y hubiera preferido ver una colección de cuentos que desarrollaran el mundo que Reed había creado. 
Peter Tillman sintió que la novela tenía demasiados errores científicos para ser verdadera ciencia ficción dura y sería mejor clasificarla como ciencia ficción blanda. 
Sin embargo, la mayoría de los críticos coincidieron en que el libro es entretenido y novedoso en su alcance y premisa. El propio Reed defiende su enfoque no estricto de la ciencia en sus escritos de ciencia ficción y parece haber dejado intencionalmente gran parte de su trabajo en el ámbito de la fantasía. 

## Secuelas
La secuela de Médula es El pozo de las estrellas (2004), no traducida al castellano.

## Traducciones
- Francés: " Le Grand vaisseau " ("El gran barco"), Bragelonne, 2006,ISBN 2-9155496-8-0
- Ruso : " Жизненная сила " ("La Fuerza Vital"), AST, 2003,ISBN 5-17-016662-1 .
- Español: Médula ("Marrow"), La Factoría de Ideas, 2007,ISBN 84-9800-254-0

1. ↑  Review | Marrow by Robert Reed
2. ↑  The SF Site Featured Review: Marrow

- Datos: Q3223347